# Perophora multiclathrata
Perophora multiclathrata is een zakpijpensoort uit de familie van de Perophoridae. De wetenschappelijke naam van de soort werd, als Ecteinascidia multiclathrata, voor het eerst geldig gepubliceerd in 1904 door Sluiter. Het is inheems in de tropische Indo-Pacific en de westelijke Atlantische Oceaan.

## Verspreiding
Perophora multiclathrata heeft een wijdverbreide verspreiding in zowel de tropische Indo-Pacifische regio als de tropische westelijke Atlantische Oceaan. In de Caraïbische Zee wordt hij gevonden in kleine kolonies onder stenen op achterste rifvlaktes en in beschutte mangrovelagunes. In Oost-Timor, waar het type-exemplaar vandaan kwam, wordt deze soort vaak gevonden op beschutte riffen waar weinig waterbeweging is.